# Koovee Tampere
Le Koovee Tampere est un club de hockey sur glace de Tampere en Finlande.

## Historique
Le club est créé en 1929.
De 1975 à 1980, le club évolue en SM liiga, de 1980 à 1983 en 1. divisioona, de 1984 à 1988 en 2. divisioona, de 1988 à 1990 en 1. divisioona, 1990 à 1994 en 2. divisioona, de 1994 à 1997 en 1. divisioona, de 1997 à 1999 en 2. divisioona, de 1999 à 2006 en Suomi-sarja, en 2006-2007, dans la Mestis, de 2007 à 2018, en Suomi-sarja, de 2018 à 2024 en Mestis.
En 2024, le club dépose le bilan et sa licence du club n'est pas renouvelée.

## Palmarès
- Vainqueur de la Suomen Cup : 1968.